# Stabilità esterna
La stabilità esterna o stabilità BIBO (dall'inglese bounded input-bounded output) è la stabilità di un sistema dinamico che per valori limitati dell'ingresso dà sempre e solo valori limitati in uscita.

## Formalizzazione
In termini formali l'ingresso è limitato se esiste sempre un valore {\displaystyle B>0} tale che
{\displaystyle \ |x[n]|\leq B\quad \forall n\in \mathbb {Z} } per ingressi a tempo discreto, o
{\displaystyle \ |x(t)|\leq B\quad \forall t\in \mathbb {R} } per ingressi a tempo continuo.
Per un sistema BIBO stabile ciò implica che l'esistenza di un valore {\displaystyle M>0} tale che
{\displaystyle \ |y[n]|\leq M\quad \forall n\in \mathbb {Z} } per uscite a tempo discreto, o
{\displaystyle \ |y(t)|\leq M\quad \forall t\in \mathbb {R} } per uscite a tempo continuo.

## Condizioni di stabilità nel dominio del tempo

### Sistemi a tempo continuo
Condizione necessaria e sufficiente per la stabilità esterna di un sistema lineare tempo-invariante a tempo continuo è che la sua risposta all'impulso sia assolutamente integrabile:
{\displaystyle \int _{-\infty }^{\infty }\left|h(t)\right|\,{\mathord {\operatorname {d} }}t=\|h\|_{1}<\infty }
Un criterio di stabilità BIBO dall'immediato utilizzo pratico prevede lo studio della funzione di trasferimento del sistema, si possono verificare tre condizioni:
- esistono poli con parte reale positiva: il sistema è instabile
- tutti i poli hanno tutti parte reale negativa: il sistema è asintoticamente stabile
- tutti i poli con parte reale positiva vengono cancellati dagli zeri della funzione di trasferimento: il sistema è BIBO stabile.

Appare immediato come la stabilità interna implichi quella esterna ma non viceversa.

### Sistemi a tempo discreto
Per i sistemi LTI a tempo discreto l'assoluta sommabilità della risposta all'impulso è condizione necessaria e sufficiente alla stabilità BIBO.
{\displaystyle \ \sum _{n=-\infty }^{\infty }\left|h[n]\right|=\|h\|_{1}<\infty }

## Nel dominio della frequenza

### Sistemi a tempo continuo
Un sistema lineare a tempo continuo viene generalmente rappresentato, attraverso la trasformata di Laplace, nello spazio degli stati. Tale rappresentazione verte sull'uso di una variabile complessa {\displaystyle s}. Valutando la trasformata di Laplace bilatera con argomento {\displaystyle s=i\omega =i2\pi f} si ha la trasformata di Fourier, è importante sottolineare come la rappresentazione secondo Laplace contenga tutte le informazioni sul comportamento frequenziale del sistema.
Nel piano di Laplace la condizione necessaria e sufficiente alla stabilità esterna è che la regione di convergenza includa l'asse delle ascisse.
Supponendo una rappresentazione nel piano s (di Laplace) se il sistema gode della proprietà di causalità la regione di convergenza è il semipiano a destra della cosiddetta ascissa di convergenza, essa è la retta verticale individuata dall'equazione {\displaystyle x=\operatorname {Re} (s_{1})} dove {\displaystyle s_{1}} è il polo del sistema con la parte reale più grande, pertanto la stabilità BIBO si ha quando tutti i poli si trovano nel semipiano sinistro del piano s.
Tale condizione può essere derivata dalle precedenti considerazioni sulla stabilità esterna nel dominio del tempo nel modo seguente:
{\displaystyle {\begin{aligned}\int _{-\infty }^{\infty }\left|h(t)\right|\,\operatorname {dt} &=\int _{-\infty }^{\infty }\left|h(t)\right|\left|e^{-j\omega t}\right|\,dt\\&=\int _{-\infty }^{\infty }\left|h(t)(1\cdot e)^{-j\omega t}\right|\,dt\\&=\int _{-\infty }^{\infty }\left|h(t)(e^{\sigma +j\omega })^{-t}\right|\,dt\\&=\int _{-\infty }^{\infty }\left|h(t)e^{-st}\right|\,dt\end{aligned}}}
dove {\displaystyle s=\sigma +j\omega } e {\displaystyle \operatorname {Re} (s)=\sigma =0}. L'assoluta integrabilità della risposta impulsiva equivale all'assoluta integrabilità della risposta trasformata secondo Laplace sull'asse immaginario (trasformata quindi secondo Fourier), se tale asse non facesse parte della regione di convergenza ne seguirebbe che l'ultimo membro dell'equazione divergerebbe negando quindi la condizione di stabilità esterna enunciata al primo termine.

### Sistemi a tempo discreto
Analogamente a quanto affermato per i sistemi a tempo continuo, un sistema a tempo discreto è stabile se la regione di convergenza della trasformata z della sua funzione di trasferimento contiene la circonferenza unitaria. Se il sistema è causale la regione di convergenza è la regione al di fuori di una circonferenza con raggio pari al massimo dei moduli dei poli. Pertanto un sistema è BIBO stabile se tutti i poli si trovano all'interno della circonferenza unitaria del piano z.
Tale condizione può essere derivata in maniera analoga a quanto fatto per i sistemi a tempo continuo:
{\displaystyle {\begin{aligned}\sum _{n=-\infty }^{\infty }\left|h[n]\right|&=\sum _{n=-\infty }^{\infty }\left|h[n]\right|\left|e^{-j\omega n}\right|\\&=\sum _{n=-\infty }^{\infty }\left|h[n](1\cdot e)^{-j\omega n}\right|\\&=\sum _{n=-\infty }^{\infty }\left|h[n](re^{j\omega })^{-n}\right|\\&=\sum _{n=-\infty }^{\infty }\left|h[n]z^{-n}\right|\end{aligned}}}
dove {\displaystyle z=re^{j\omega }} e {\displaystyle r=|z|=1}. L'integrale del modulo della risposta impulsiva su t converge se converge la sua trasformata z calcolata sulla circonferenza unitaria (cioè la sua trasformata discreta di Fourier) che deve quindi essere inclusa nella regione di convergenza.

## Stabilità esterna e interna
Un generico sistema dinamico canonico è descritto dal sistema di equazioni:
{\displaystyle {\dot {x}}(t)=Ax(t)+Bu(t)}
{\displaystyle y(t)=Cx(t)+Du(t)}
Per un sistema a singolo ingresso e singola uscita, se il sistema è completamente raggiungibile e controllabile allora gli autovalori di A sono i poli della funzione di trasferimento. In caso contrario i poli della fdt costituiscono un sottoinsieme degli autovalori di A.
Ne consegue che se alcuni poli vengono cancellati da altrettanti zeri si perderanno informazioni sulla struttura di A. È per tale ragione che la cancellazione di poli fa venir meno la completa raggiungibilità e osservabilità e di conseguenza l'unica stabilità desumibile dallo studio della funzione di trasferimento è quella "esterna" al sistema, non essendo possibile fare ipotesi sulla stabilità di eventuali parti non raggiungibili o non controllabili.